# Ålands socialdemokrater
Ålands socialdemokrater (ÅSD) är Ålands äldsta politiska parti. Partiet grundades i Mariehamn den 1 januari 1906 och var det enda organiserade partiet på Åland fram till 1960-talet. I valet till Ålands lagting i oktober 2023 fick partiet fyra mandat, vilket motsvarade 12,8 procent av rösterna.

## Politik
Ålands socialdemokrater verkar för att Åland ska bevaras och utvecklas som en självstyrd och demilitariserad region i enlighet med Ålandsmodellen. Partiet arbetar för ett socialt och ekologiskt hållbart samhälle med målen full sysselsättning, generell välfärd och en tillgänglig hälso- och sjukvård. För att minska ekonomiska klyftor förespråkar partiet progressiva skatter och ett starkt socialt skyddsnät. Partiet värnar Ålands särställning inom Europeiska unionen, inklusive undantaget från EU:s mervärdesskatteunion.
Partiet har tagit ställning för en kommunreform med färre men starkare kommuner för att trygga den offentliga servicen. Det verkar även för att stärka det svenska språkets ställning på Åland.